# K-League de 1999
A K-League de 1999 foi a 17º edição da principal divisão de futebol na Coreia do Sul, a K-League. A liga começou em março e terminou em novembro de 1999. 
Dez times participaram da liga: Pusan Daewoo Royals, Pohang Steelers, Suwon Samsung Bluewings, Bucheon SK, Anyang LG Cheetahs, Ulsan Hyundai Horang-i, Chunnam Dragons, Chonbuk Hyundai Dinos, Cheonan Ilhwa Chunma e o Daejeon Citizen.
O Suwon Samsung Bluewings foi o campeão pela segunda vez vez.

## Classificação final
| Pos | Time                    | Pts | JG | V  | V-GdO | V-Pen | D  | GM | GS | SG  | Notas       |
| --- | ----------------------- | --- | -- | -- | ----- | ----- | -- | -- | -- | --- | ----------- |
| 1.  | Suwon Samsung Bluewings | 59  | 27 | 18 | 2     | 1     | 6  | 56 | 24 | +32 | Campeão     |
| 2.  | Bucheon SK              | 47  | 27 | 11 | 7     | 0     | 9  | 48 | 39 | +9  | Play-off 3º |
| 3.  | Chunnam Dragons         | 38  | 27 | 9  | 3     | 5     | 10 | 43 | 38 | +5  | Play-off 4º |
| 4.  | Pusan Daewoo Royals     | 37  | 27 | 10 | 3     | 1     | 13 | 37 | 36 | +1  | Vice        |
| 5.  | Pohang Steelers         | 35  | 27 | 11 | 1     | 0     | 15 | 42 | 41 | +1  |             |
| 6.  | Ulsan Hyundai Horang-i  | 31  | 27 | 9  | 1     | 2     | 15 | 38 | 46 | −8  |             |
| 7.  | Chonbuk Hyundai Dinos   | 29  | 27 | 7  | 3     | 2     | 15 | 40 | 44 | −4  |             |
| 8.  | Daejeon Citizen         | 24  | 27 | 6  | 3     | 0     | 18 | 41 | 53 | −12 |             |
| 9.  | Anyang LG Cheetahs      | 24  | 27 | 6  | 2     | 2     | 17 | 38 | 52 | −14 |             |
| 10. | Cheonan Ilhwa Chunma    | 23  | 27 | 5  | 3     | 2     | 17 | 34 | 44 | −10 |             |